# Those About to Die
Those About to Die è una miniserie televisiva italo-tedesco-statunitense ideata e principalmente scritta da Robert Rodat e diretta da Roland Emmerich e Marco Kreuzpaintner. Basata sull'omonimo libro di Daniel P. Mannix, la serie è ambientata nel mondo della gladiatura e delle corse dei carri a Roma sotto i regni degli imperatori Vespasiano (Anthony Hopkins) e Tito (Tom Hughes).
Il titolo della serie fa riferimento al saluto rivolto dai gladiatori all'imperatore prima dell'inizio dei giochi: "Ave, Caesar, morituri te salutant", lett. "coloro che stanno per morire ti salutano"; in inglese "those about to die salute you".

## Trama
Roma, 79 d.C.. L'imperatore Vespasiano è ormai al tramonto della sua vita, e ha passato la reggenza dell'Impero al figlio Tito, mentre il secondogenito Domiziano assume la carica di pretore. Egli tuttavia trama dietro l'angolo per ostacolare l'ascesa del fratello Tito, e metterlo in cattiva luce agli occhi dei Romani. Vespasiano ha quasi completato l'imponente anfiteatro Flavio, entro cui organizza diversi giochi, dove è molto influente il campione dei gladiatori "Flamma". Dall'altro canto a Roma le classi senatorie organizzano le scommesse sulla piazza di quattro importanti scuderie, entro cui cerca di inserirsi Tenax, dal passato torbido, il quale è riuscito a prendere con sé l'auriga Scorpo, il migliore delle gare colla quadriga al Circo Massimo. Alle trame di Domiziano contro Tito e alle peripezie delle scommesse di Tenax, si aggiungono quelle di Cala, madre della Numidia, che giunge a Roma sulle tracce delle due figlie rapite dai Romani e vendute come schiave, e del figlio guerriero Kwame, venduto alla domus dei gladiatori per gareggiare in onore di Tito.

## Personaggi e interpreti

### Personaggi principali
- Tenax, interpretato da Iwan Rheon, doppiato da Edoardo Stoppacciaro.
Proprietario della più grande taverna di scommesse di Roma e della scuderia oro insieme a Domiziano.
- Cala, interpretata da Sara Martins, doppiata da Francesca Fiorentini.
Donna numida che raggiunge Roma dopo che i suoi figli sono stati rapiti e venduti come schiavi.
- Tito, interpretato da Tom Hughes, doppiato da Alessandro Campaiola.
Figlio maggiore di Vespasiano e famoso generale.
- Domiziano, interpretato da Jojo Macari, doppiato da Manuel Meli.
Fratello minore di Tito e giovane politico.
- Kwame, interpretato da Moe Hashim, doppiato da Stefano Broccoletti.
Cacciatore numida e secondogenito di Cala. Una volta giunto a Roma, viene acquistato da Domiziano e addestrato per diventare un gladiatore.
- Viggo, interpretato da Jóhannes Haukur Jóhannesson, doppiato da Andrea Lavagnino.
Gladiatore del nord, mentore e amico di Kwame.
- Marso, interpretato da Rupert Penry-Jones, doppiato da Alberto Bognanni.
Console romano, marito di Antonia e proprietario della scuderia azzurra.
- Antonia Servilia, interpretata e doppiata da Gabriella Pession.
Matrona romana e moglie di Marso.
- Scorpo, interpretato da Dimitri Leonidas, doppiato da Emanuele Ruzza.
Auriga iberico della scuderia azzurra e amico di Tenax. In seguito entra a far parte della scuderia oro.
- Xenon, interpretato da Emilio Sakraya, doppiato da Davide Perino.
Auriga della scuderia bianca, successivamente è il nuovo acquisto della scuderia azzurra.
- Gavros, interpretato da David Wurawa, doppiato da Fabrizio Dolce.
Ex auriga e stalliere presso la scuderia di Tenax.
- Fonsoa, interpretato da Pepe Barroso, doppiato da Alex Polidori.
Fratello maggiore di Elia.
- Elia, interpretato da Gonçalo Almeida, doppiato da Mirko Cannella.
Stalliere iberico che arriva a Roma con i suoi fratelli per vendere i suoi stalloni.
- Andria, interpretato da Eneko Sagardoy, doppiato da Federico Viola.
Fratello di Fonsoa ed Elia con il sogno di diventare un auriga.
- Berenice, interpretata da Lara Wolf, doppiata da Valentina Favazza.
Regina giudea e amante di Tito.
- Salena, interpretata e doppiata da Romana Maggiora Vergano.
Giovane madre derubata dal marito delle quote per le scommesse.
- Caltonia, interpretata da Angeliqa Devi, doppiata da Chiara Colizzi.
Patrizia romana e socio di maggioranza della scuderia azzurra.
- Vespasiano, interpretato da Anthony Hopkins, doppiato da Carlo Valli.
Imperatore romano che iniziò la costruzione dell'Anfiteatro Flavio.

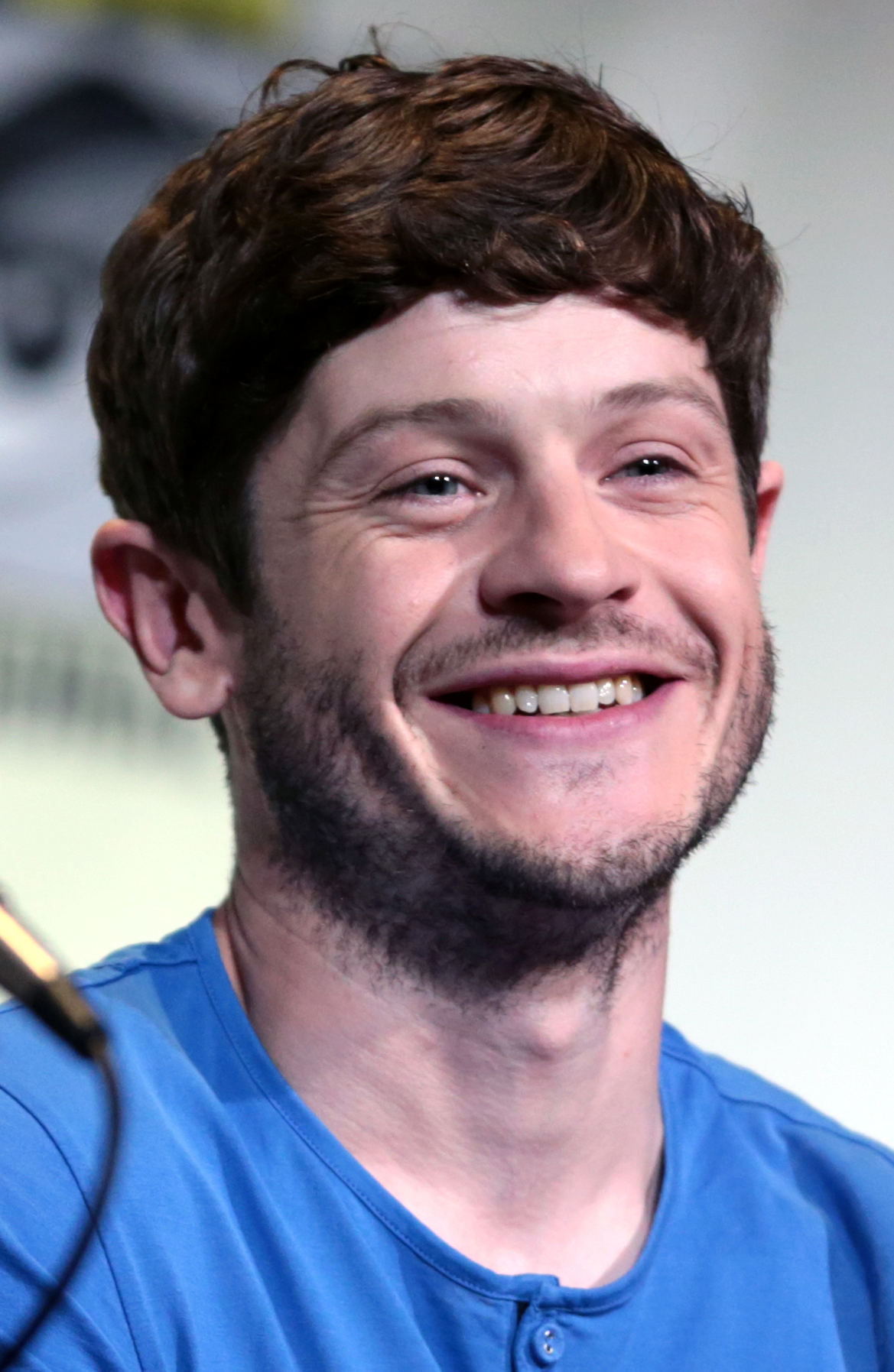
Iwan Rheon
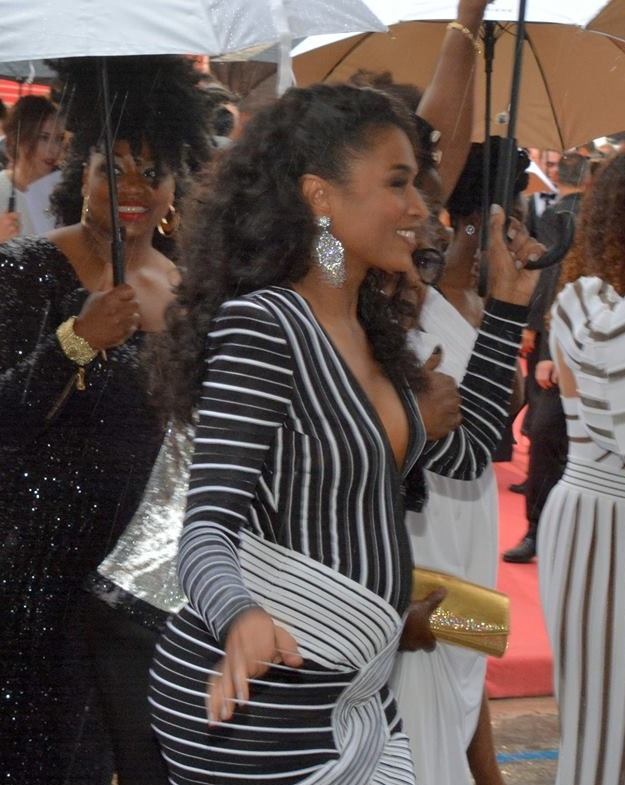
Sara Martins
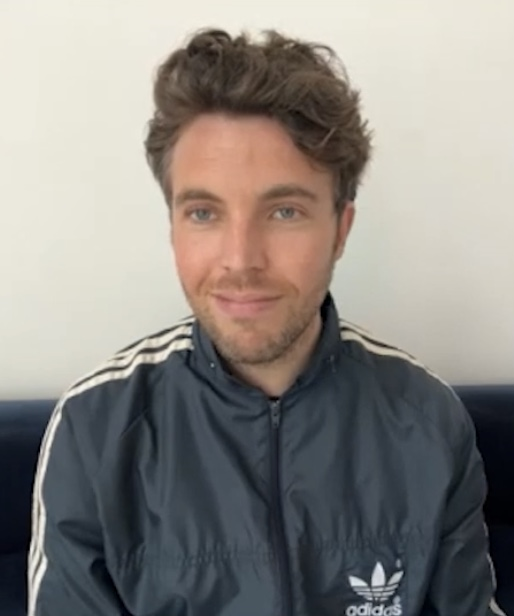
Tom Hughes
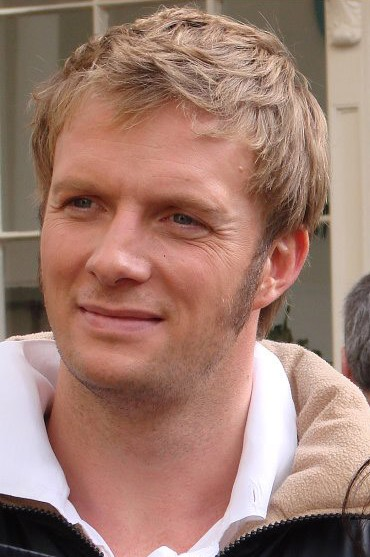
Rupert Penry-Jones
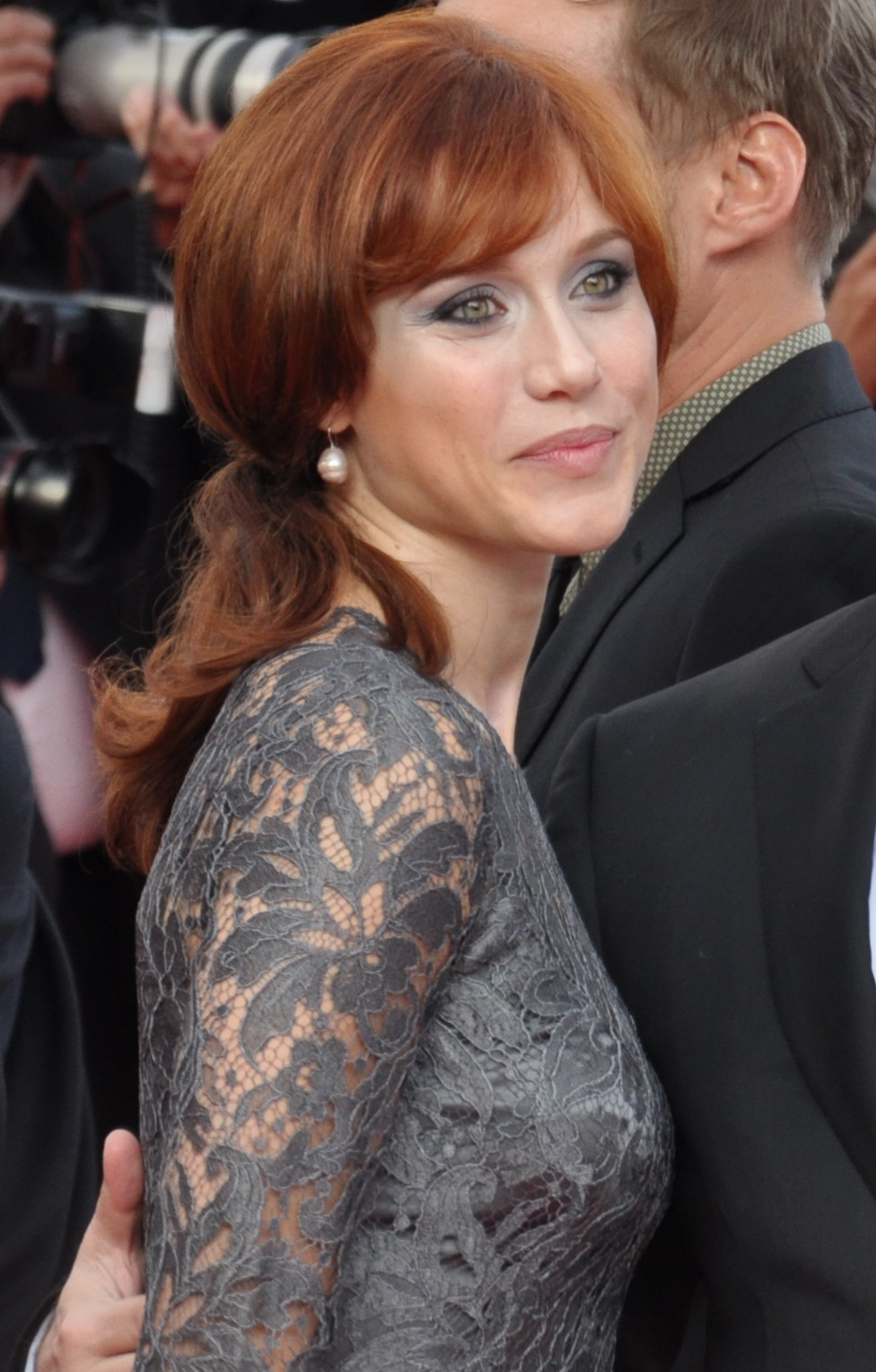
Gabriella Pession
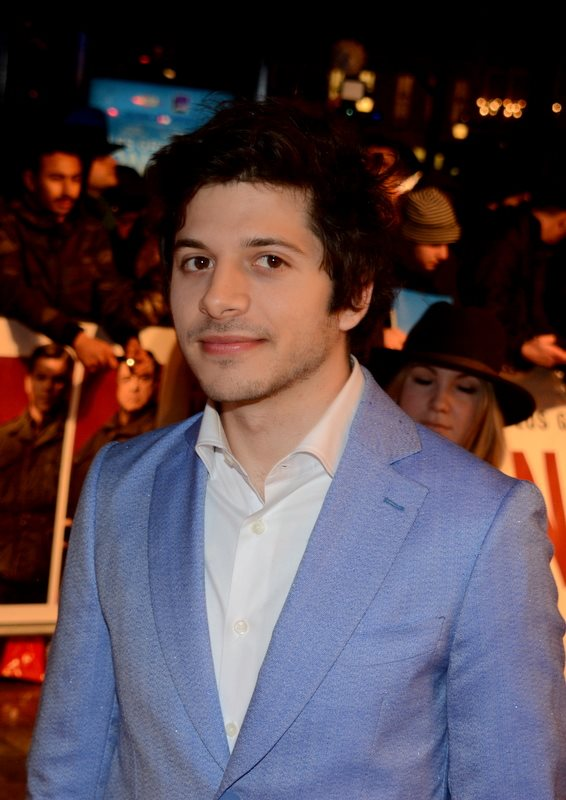
Dimitri Leonidas
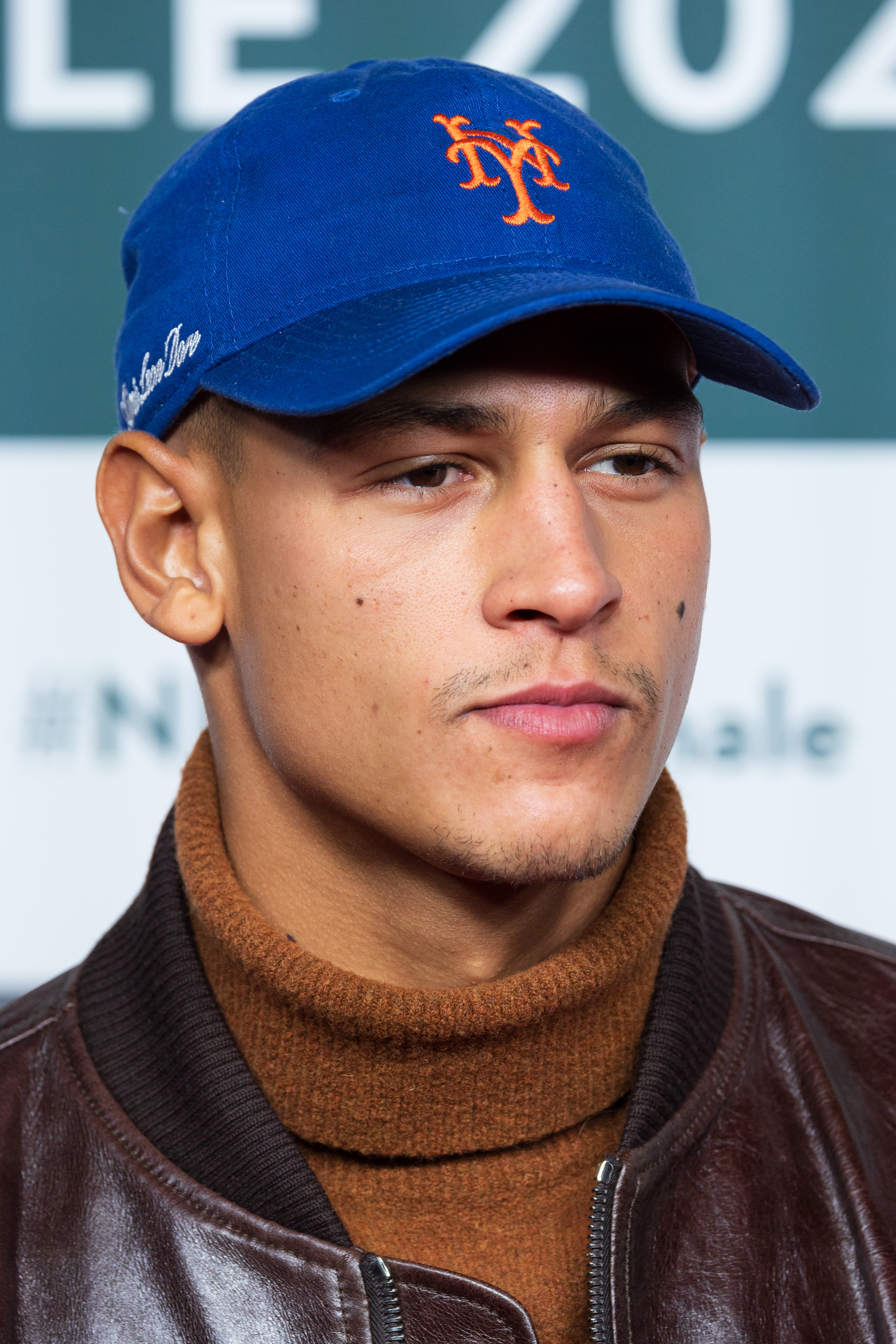
Emilio Sakraya
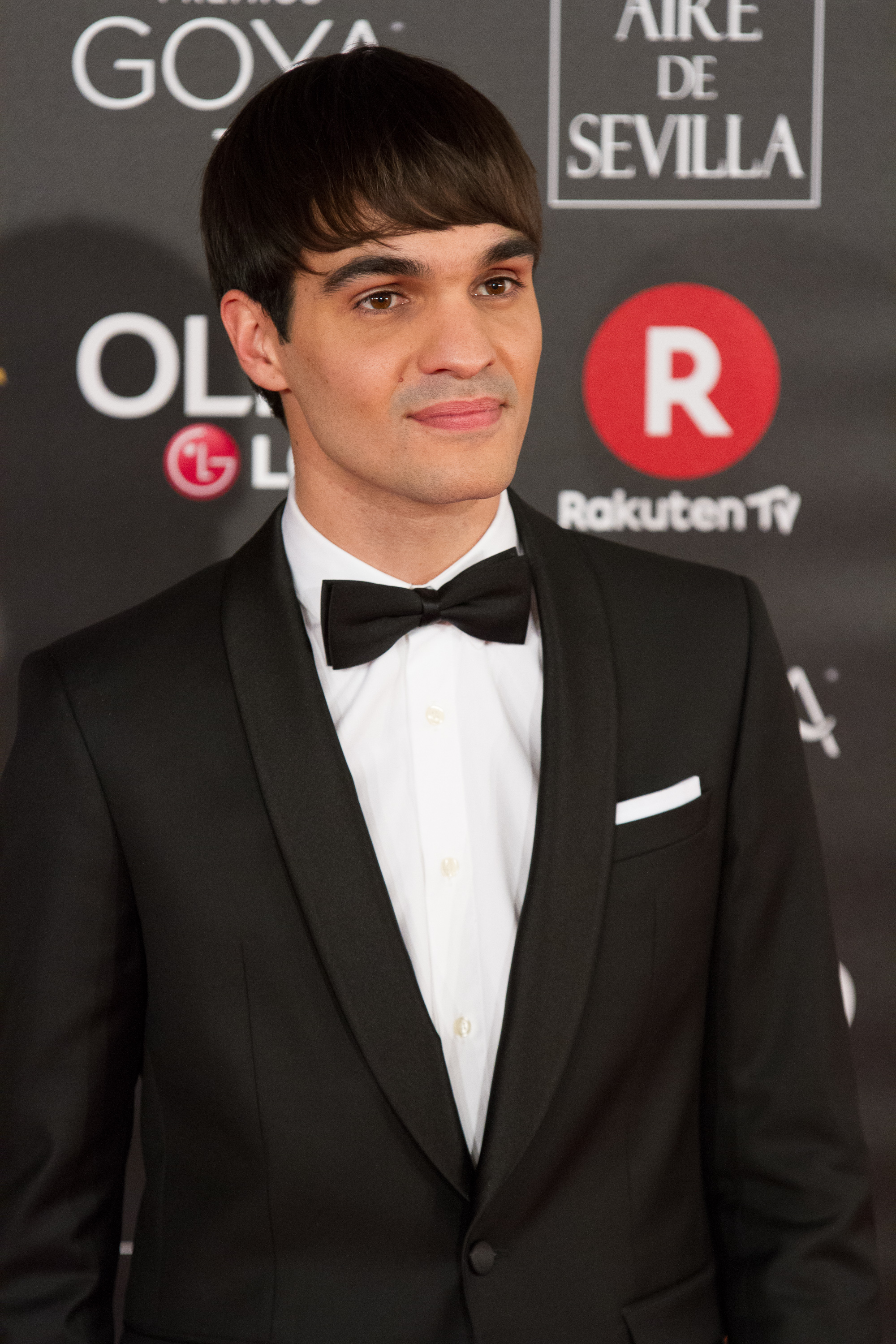
Eneko Sagardoy
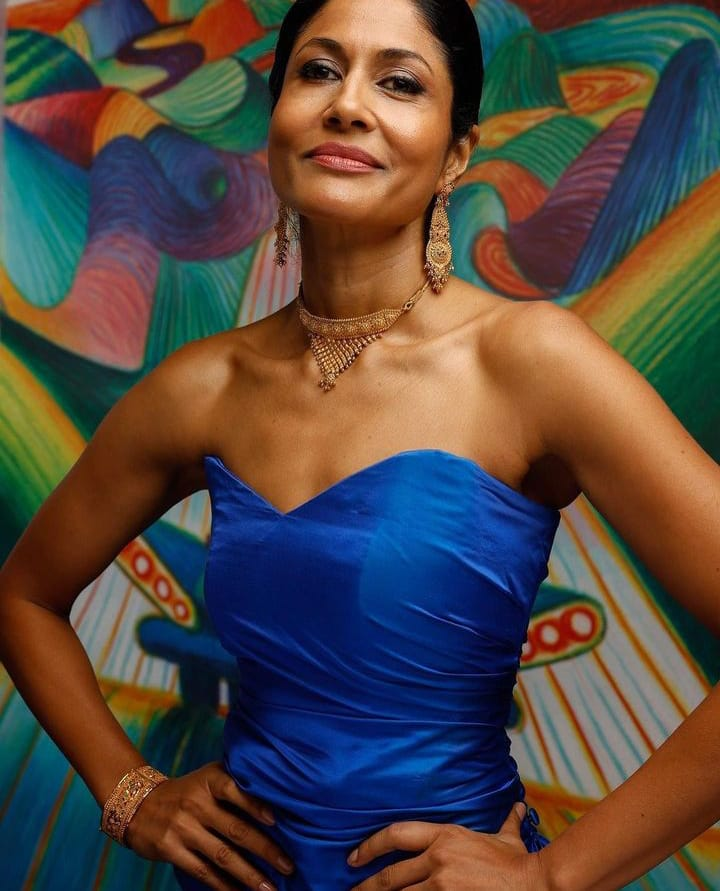
Angeliqa Devi
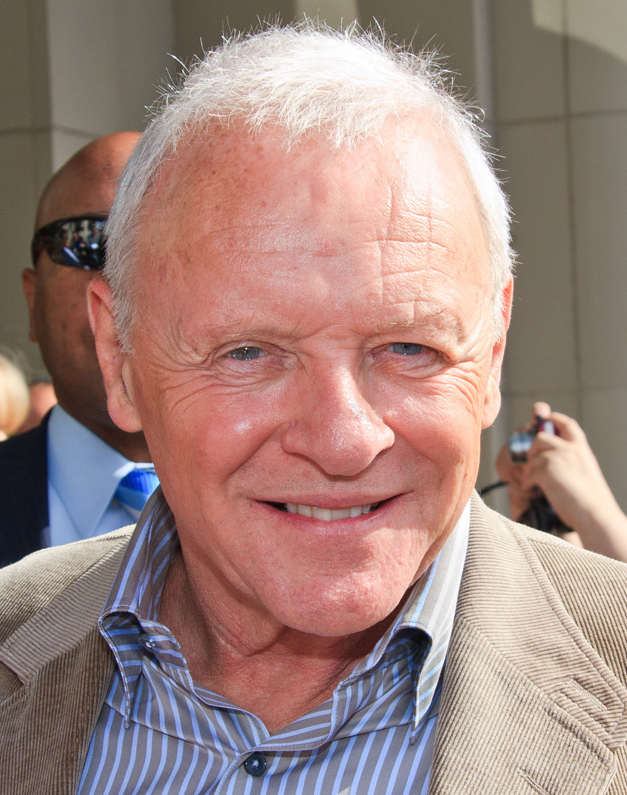
Anthony Hopkins

### Personaggi secondari
- Aura, interpretata da Kyshan Wilson, doppiata da Martina Felli.
Figlia maggiore di Cala che viene rapita insieme a sua sorella Jula dopo aver assassinato un legionario.
- Jula, interpretata e doppiata da Alicia Edogamhe.
Sorella minore di Aura. A Roma viene comprata da Antonia
- Hermes, interpretato e doppiato da Alessandro Bedetti.
Schiavo e amante di Domiziano.
- Rufo, interpretato da Michael Maggi, doppiato da Federico Campaiola.
Marito di Salena che scommette un'ingente somma di denaro ma viene truffato da Tenax con l'aiuto dell'aruspice che aveva consultato. In seguito si fa assumere alla taverna di Tenax e spiarlo per conto di Berenice.
- Lucio, interpretato da Thomas Hunt, doppiato da Flavio Aquilone.
Capo di un gruppo di borsaioli che ruba le perle di Cala appena arrivata a Roma.
- Leto, interpretato da Vincent Riotta.
Senatore e proprietario della scuderia bianca.
- Fimbria, interpretato e doppiato da Pietro Ragusa.
Stalliere della scuderia azzurra.
- Torel, interpretato da Michael Bundred.
Senatore e proprietario della scuderia rossa.
- Sepulcio, interpretato e doppiato da Marco Gambino.
Senatore e proprietario della scuderia verde.
- Passus, interpretato da Victor von Schirach, doppiato da Leonardo Graziano.
Annunciatore ai giochi nel Circo Massimo.
- Dacia, interpretato da Jarreth J. Merz.
Tirapiedi di Tenax.
- Noro, interpretato da Christian Hillborg, doppiato da Marco Vivio.
Scagnozzo di Tenax.
- Claudia, interpretata e doppiata da Renata Palminiello.
Schiava di Tenax.
- Otho, interpretato e doppiato da Federico Ielapi.
Figlio di Salena.
- Drusilla, interpretata da Gabrielle Scharnitzky, doppiata da Stefanella Marrama.
Schiava di Antonia.
- Lentulo, interpretato e doppiato da Niccolò Senni.
Costruttore di carri per le corse.
- Flamma, interpretato da Martyn Ford, doppiato da Alberto Angrisano.
Imponente gladiatore mirmillone.
- Atticus, interpretato e doppiato da Bruno Bilotta.
Lanista del ludus magnus.
- Porto, interpretato da Adrian Bouchet.
Prefetto del pretorio di Tito.
- Ursus, interpretato da Daniel Stisen, doppiato da Andrea Mete.
Fratellastro di Tenax in cerca di vendetta.
- Cornelia, interpretata e doppiata da Alice Lamanna.
Vestale, figlia di Antonia e Marso.
- Seeno, interpretato e doppiato da Hilal Beraki.
Aiutante di Cala.

### Guest star
- Tiones, interpretato da Christopher Ward, doppiato da Roberto Stocchi.
Mercante di schiavi che vende Aura e Jula.
- Augendus, interpretato da Robert Goodman, doppiato da Luca Biagini.
Veterinario che si prende cura dei cavalli di Elia in seguito all'avvelenamento.
- Marcia, interpretata e doppiata da Clelia Zanini.
Moglie di Tito.
- Linza, interpretata e doppiata da Maria Luisa De Crescenzo.
Moglie di Viggo e madre del loro figlio.
- Colon, interpretato da Lorenzo Renzi.
Gladiatore dell'arena.
- Giselda, interpretata da Giselda Volodi.
Giudea del campo di lavoro.
- Iris, interpretata e doppiata da Eleonora Gaggero.
Amante di Aura.
- Manilio, interpretato da Davide Tucci, doppiato da Francesco Fabbri.
Guardia pretoriana assoldata da Tenax e Domiziano per tendere un'imboscata a Tito.

## Produzione

### Sviluppo
Il progetto è stato avviato da Centropolis, Street Entertainment e Hollywood Gang e basato sul libro Those About to Die di Daniel P. Mannix di cui Hollywood Gang ha acquistato i diritti. La miniserie è scritta da Robert Rodat e diretta da Roland Emmerich e Marco Kreuzpaintner.
Dotata di un budget di 140 milioni di dollari, la serie costituisce la prima incursione nel mondo della televisione del regista tedesco Roland Emmerich.

### Riprese
La lavorazione della miniserie ha avuto luogo dal marzo al novembre 2023 negli studi di Cinecittà a Roma.

### Casting
Nel gennaio 2023 Anthony Hopkins è stato annunciato nel ruolo dell'imperatore Vespasiano. Dimitri Leonidas, Gabriella Pession, Lorenzo Richelmy e Tom Hughes sono entrati nel cast il mese seguente. Nel marzo 2023 sono stati annunciati Rupert Penry-Jones, Jóhannes Haukur Jóhannesson, Eneko Sagardoy, Pepe Barroso, Gonçalo Almeida, Kyshan Wilson, Alicia Edogamhe, Liraz Charhi e Iwan Rheon che rimpiazza Richelmy.
Il corpo di ballo, diretto e coreografato da Luca Tommassini, ha visto la partecipazione di ballerini italiani, tra cui Elena D'Amario e Giulia Pauselli.

## Distribuzione
La piattaforma di streaming Peacock ha ottenuto i diritti negli Stati Uniti pubblicando interamente la miniserie il 18 luglio 2024 mentre la piattaforma Prime Video l'ha resa disponibile in Europa dal giorno seguente.

### Edizione italiana
La direzione del doppiaggio è a cura di Rodolfo Bianchi, su dialoghi di Barbara Bregant e Valentina Raspa, per conto di Dubbing Brothers International Italia.

## Accoglienza

### Critica
La miniserie ha ricevuto recensioni miste dalla critica. Rotten Tomatoes riporta il 50% delle recensioni professionali positive basato su 40 critiche. Il consenso critico del sito web indica: «Those About to Die offre abbastanza pane e giochi circensi per esprimere la sete di sangue degli spettatori, ma la mancanza di personaggi interessanti e di aderenza narrativa non le rendono onore.» Metacritic, invece, ha assegnato un punteggio di 49 su 100 basato su 21 recensioni, indicando "recensioni miste".